# Diócesis de Mukáchevo
La diócesis de Mukáchevo o de Mukácheve (en latín: Dioecesis Munkacsiensis Latinorum, en ucraniano: Мукачівська дієцезія y en ruso: Диоцез Мукачева) es una circunscripción eclesiástica de la Iglesia católica en Ucrania. Se trata de una diócesis latina, sufragánea de la arquidiócesis de Leópolis. Desde el 7 de octubre de 2023 su obispo es Mykola Petro Lučok, de la Orden de Predicadores.

## Territorio y organización

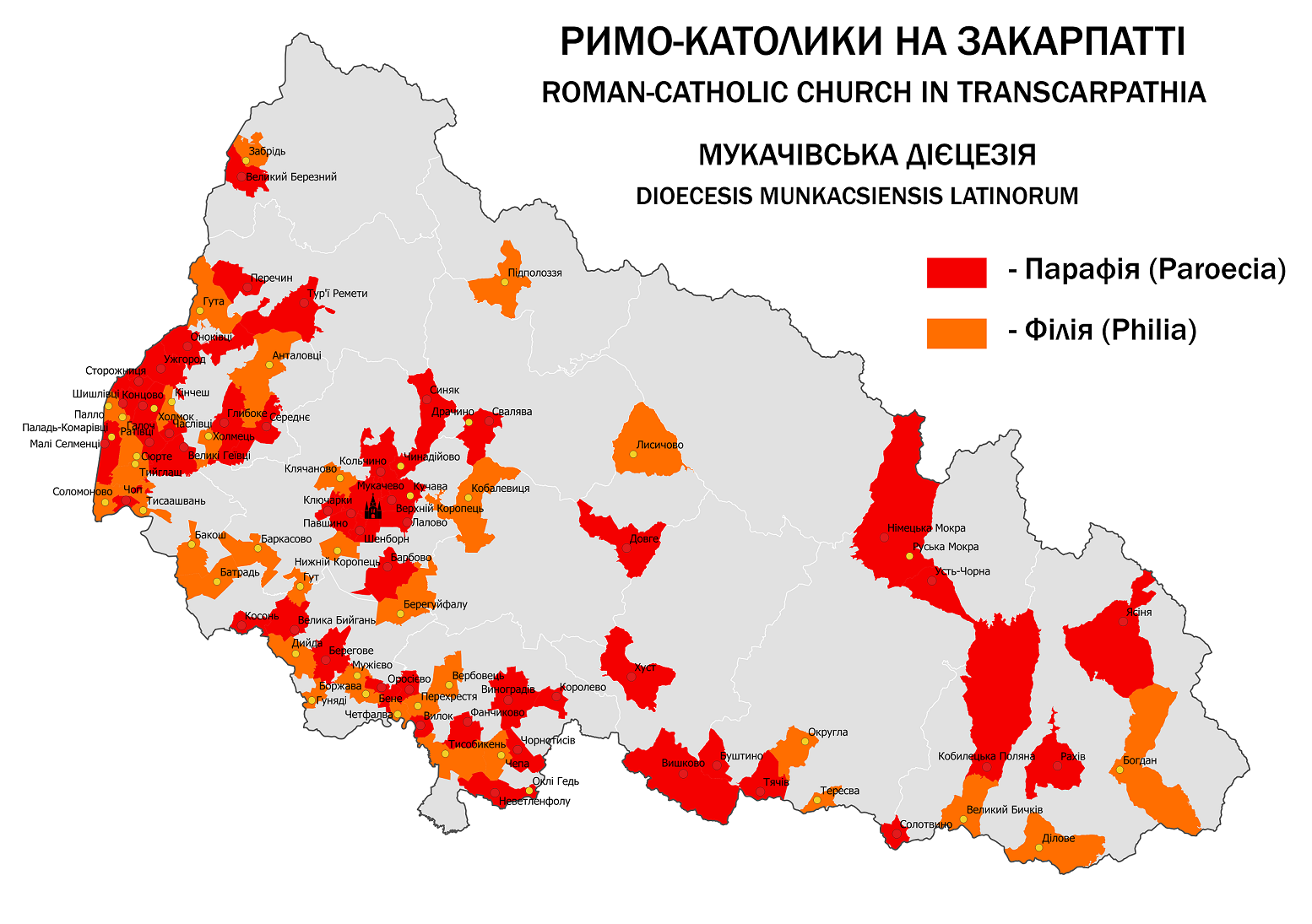
Parroquias católicas romanas en la diócesis de Mukáchevo en 2020

La diócesis tiene 12 777 km² y extiende su jurisdicción sobre los fieles católicos de rito latino residentes en la óblast de Transcarpacia.
La sede de la diócesis se encuentra en la ciudad de Mukáchevo (o Mukácheve), en donde se halla la Catedral de San Martín de Tours.
En 2023 en la diócesis existían 76 parroquias.

## Historia
La región fue parte del Reino de Hungría durante siglos y pasó a estar bajo la diócesis de Eger desde 1346. En 1804 fue parte de la diócesis de Satu Mare (Szatmár o Satmar).
Después de la Primera Guerra Mundial el Imperio austrohúngaro se dividió. Después de un intento de emancipar a Rutenia en 1919, la región fue invadida en junio por las tropas húngaras de Béla Kun. En julio la región se unió a Checoslovaquia después de los tratados de Saint-Germain-en-Laye (10 de septiembre de 1919) y Trianón (4 de junio de 1920).
El 7 de julio de 1929 la Santa Sede concluyó un concordato con Rumania. A partir de ese día el obispo de Satu Mare dejó de tener autoridad legal sobre la parte de la diócesis que pertenecía a Hungría, que dirigió desde el 1 de octubre de 1923 con la ayuda de un vicario externo. La diócesis de Satu Mar también perdió el poder legal sobre el territorio de Transcarpacia (o Zakarpatia), que pertenecía a Checoslovaquia, que estaba encabezada desde el 8 de marzo de 1923 por el vicario externo Dr. Tagi Abris. Independientemente de la ubicación geográfica de las fronteras, continuó dependiendo de la diócesis de Satu Mare. En 1930 la administración apostólica con el centro en Úzhgorod se formó a partir de la parte transcarpática de la diócesis, bajo el liderazgo de Ferenc Svoboda.
Durante el desmembramiento de Checoslovaquia tras el Acuerdos de Múnich y el Primer arbitraje de Viena, la Rutenia subcarpática fue anexada en dos etapas en 1938 y 1939 por la Hungría del almirante Miklós Horthy, después de haber intentado por segunda vez emanciparla el 15 de marzo de 1939. La Santa Sede unió las parroquias de la diócesis de Satu Mar en Transcarpacia con la administración apostólica que estaba ubicada en territorio húngaro. Según la bula emitida el 19 de julio de 1939, este territorio estaba gobernado por el obispo de Košice, Istvan Modoras.
El 30 de agosto de 1940 la mayor parte de la parte norte de Transilvania volvió a pertenecer a Hungría y la Santa Sede nombró al monje Napholtz Pala obispo de la diócesis de Satu Mare y Oradea, incluyendo la Rutenia subcarpática. Como resultado del Segundo Acuerdo de Viena, estas dos diócesis se integraron en la organización de la Iglesia húngara y Transcarpacia se reincorporó a la diócesis de Satu Mare. 
En 1944 la Unión Soviética ocupó Transcarpacia y la administración desde la Satu Mare se volvió imposible, por lo que el obispo de la diócesis nombró al pastor Ferenc, el archidiácono de Berehove, como vicario episcopal. Bajo el Tratado de Paz de París (10 de febrero de 1947), la diócesis de Satu Mar se dividió en cuatro partes: 13 parroquias en Checoslovaquia, 27 en Hungría, 40 en Transcarpacia y 55 en Rumania. Devuelta poco antes del final de la Segunda Guerra Mundial a Checoslovaquia, fue inmediatamente anexada por la Unión Soviética y asignada en 1945 a la Ucrania soviética. El terror soviético no pasó por alto a la Iglesia católica de Transcarpacia, y los sacerdotes fueron condenados como traidores a la patria y rebeldes. 
Con el fin del comunismo en la Unión Soviética, la vida de la Iglesia católica transcarpática comenzó a renacer cuando el cardenal Dr. Laszlo Paskai, arzobispo de Esztergom, llegó en Transcarpacia en la primavera de 1989. Luego de la visita del arzobispo, los líderes de la Unión Soviética le permitieron ingresar al territorio y sacerdotes transcarpáticos de Hungría llevaron a cabo un trabajo pastoral. El 1 de noviembre de 1990 llegaron a Transcarpacia monjes de Checoslovaquia. 
En 1991 Ucrania se independizó de la Unión Soviética. El 28 de marzo de 1992 la Santa Sede nombró al arzobispo Antonio Franco, nuncio apostólico en Ucrania y ordinario de la Iglesia católica en Transcarpacia. Llegó a la ciudad de Mukáchevo el 13 de agosto del mismo año y confirmó el nombramiento de Jozef Chati como vicario general. La administración apostólica de Transcarpacia fue erigida el 14 de agosto de 1993 mediante el decreto Quo aptius provideretur de la Sagrada Congregación para los Obispos, separando territorio de la diócesis de Satu Mare.
En los primeros años la administración apostólica fue confiada al cuidado pastoral del nuncio apostólico a Ucrania, el italiano Antonio Franco.
El 27 de marzo de 2002 la administración apostólica fue elevada a diócesis mediante la bula Cum Transcarpatiae del papa Juan Pablo II.

## Estadísticas
Según el Anuario Pontificio 2024 la diócesis tenía a fines de 2023 un total de 49 700 fieles bautizados.
| Año                                                                             | Población            | Población | Población      | Sacerdotes | Sacerdotes    | Sacerdotes    | Bautizados por sacerdote | Diáconos permanentes | Religiosos | Religiosos | Parroquias |
| Año                                                                             | Bautizados católicos | Total     | % de católicos | Total      | Clero secular | Clero regular | Bautizados por sacerdote | Diáconos permanentes | Varones    | Mujeres    | Parroquias |
| ------------------------------------------------------------------------------- | -------------------- | --------- | -------------- | ---------- | ------------- | ------------- | ------------------------ | -------------------- | ---------- | ---------- | ---------- |
| 1997                                                                            | 65 000               | ?         | ?              | 22         | 10            | 12            | 2954                     |                      | 13         | 26         | 45         |
| 2000                                                                            | 54 000               | ?         | ?              | 31         | 12            | 19            | 1741                     | 1                    | 33         | 26         | 45         |
| 2001                                                                            | 53 800               | ?         | ?              | 27         | 7             | 20            | 1992                     | 1                    | 34         | 19         | 49         |
| 2002                                                                            | 52 000               | ?         | ?              | 30         | 10            | 20            | 1733                     | 1                    | 34         | 19         | 49         |
| 2003                                                                            | 52 000               | ?         | ?              | 27         | 13            | 14            | 1925                     | 1                    | 28         | 19         | 49         |
| 2004                                                                            | 53 000               | ?         | ?              | 30         | 16            | 14            | 1766                     | 1                    | 14         | 36         | 95         |
| 2010                                                                            | 58 000               | ?         | ?              | 35         | 18            | 17            | 1657                     | 1                    | 18         | 53         | 97         |
| 2013                                                                            | 58 000               | ?         | ?              | 39         | 24            | 15            | 1487                     | 1                    | 16         | 46         | 97         |
| 2016                                                                            | 54 000               | ?         | ?              | 36         | 22            | 14            | 1500                     | 2                    | 15         | 37         | 100        |
| 2019                                                                            | 54 000               | ?         | ?              | 33         | 19            | 14            | 1636                     | 1                    | 14         | 37         | 100        |
| 2021                                                                            | 53 000               | ?         | ?              | 35         | 21            | 14            | 1514                     | 2                    | 14         | 37         | 100        |
| 2023                                                                            | 49 700               | ?         | ?              | 37         | 23            | 14            | 1343                     | 2                    | 15         | 32         | 76         |
| Fuente: Catholic-Hierarchy, que a su vez toma los datos del Anuario Pontificio. |                      |           |                |            |               |               |                          |                      |            |            |            |

## Episcopologio
- Antonio Franco (14 de agosto de 1993-7 de octubre de 1997 renunció)
- Antal Majnek, O.F.M. (7 de octubre de 1997-28 de enero de 2022 renunció)
- Mykola Petro Lučok, O.P., desde el de 7 octubre de 2023[nota 1]